# 虛擬城市電競代表隊
虛擬城市（VirtualCity）是目前台灣電子競技聯盟最有規模之業餘隊伍，曾在2012年獲得總冠軍，贊助商為虛擬城市有限公司。因在業餘比賽中表現優異，陣中多名選手於該年的選秀會中被職業隊選中。

## 歷年教練與選手

### 已離隊並成為電競史上首支業餘直上職業記錄隊伍
本區隊員於2013年2月28日離開「虛擬城市Es龍」轉任至職業隊伍「電競龍」（e.Sports Dragon）。
| 項目      | 位置   | 比賽帳號         | 暱稱 | 本名   | 出生年月日     | 性別 | 國籍     | 入隊年度 | 業餘經驗  | 業餘隊伍     | 現況 |
| --------- | ------ | ---------------- | ---- | ------ | -------------- | ---- | -------- | -------- | --------- | ------------ | ---- |
| 教練團    | 總教練 | eS.Dragon_Dulont | ADu  | 杜弘宇 | 5月17日        | 男   | 中華民國 | 2011     | 教練：2年 | 虛擬城市ES龍 |      |
| SF Online | 狙擊手 | eS.Dragon_Jarvis | RsL  | 吳軒毅 | 1996年5月13日  | 男   | 中華民國 | 2011     | 3年       | 虛擬城市ES龍 |      |
| SF Online | 步槍手 | eS.Dragon_Marico | XiB  | 方辰元 | 1994年10月23日 | 男   | 中華民國 | 2011     | 2年       | 虛擬城市ES龍 |      |
| SF Online | 步槍手 | eS.Dragon_Chasyz | Pao  | 杜中繼 | 1995年7月10日  | 男   | 中華民國 | 2011     | 3年       | 虛擬城市ES龍 |      |
| SF Online | 步槍手 | eS.Dragon_Redays | YaM  | 吳健豪 | 1993年7月21日  | 男   | 中華民國 | 2011     | 4年       | 虛擬城市ES龍 |      |
| SF Online | 步槍手 | eS.Dragon_Bfish  | Bo   | 歐柏任 | 1997年8月31日  | 男   | 中華民國 | 2011     | 2年       | 虛擬城市ES龍 |      |

### 已離隊或轉為幕後之教練與選手
| 項目      | 位置   | 比賽帳號    | 暱稱       | 本名   | 出生年月日     | 性別 | 國籍     | 入隊期間 | 業餘經驗 | 業餘隊伍     | 現況 |
| --------- | ------ | ----------- | ---------- | ------ | -------------- | ---- | -------- | -------- | -------- | ------------ | ---- |
| SF Online | 狙擊手 | XDragonKiYo | KiYo 辣椒  | 何偉群 | 1995年5月16日  | 男   | 中華民國 | 2011     | 1年      | 耶克斯Dragon |      |
| SF Online | 步槍手 | XDragonKiMo | KiMo 原味  | 陳冠言 | 1995年3月29日  | 男   | 中華民國 | 2011     | 1年      | 耶克斯Dragon |      |
| SF Online | 步槍手 | XDragonKiTo | KiTo 令得  | 吳偉生 | 1994年2月9日   | 男   | 中華民國 | 2011     | 1年      | 耶克斯Dragon |      |
| SF Online | 步槍手 | XDragonFrog | Frog 小蛙  | 張書維 | 1991年5月31日  | 男   | 中華民國 | 2011     | 1年      | 耶克斯Dragon |      |
| SF Online | 步槍手 | 虛擬oUpBoM  | UpBoM 小威 | 林靖庭 | 1996年6月3日   | 男   | 中華民國 | 2011     | 2年      | 耶克斯Dragon |      |
| SF Online | 步槍手 | 虛擬oWei    | Wei 維維   | 許晉維 | 1996年9月20日  | 男   | 中華民國 | 2011     | 1年      | 阿嬤的花內褲 |      |
| SF Online | 步槍手 | 虛擬o陳仕昇 | Jim        | 陳仕昇 | 1994年9月27日  | 男   | 中華民國 | 2012     | 3年      | eXc Tryout.  |      |
| SF Online | 步槍手 | 虛擬oHot    | Hot 黑狗   | 傅聖亞 | 1994年10月13日 | 男   | 中華民國 | 2011     | 1年      | eXc Tryout.  |      |
| SF Online | 步槍手 | 虛擬o朱家賢 | Zhu        | 朱家賢 | 1995年6月4日   | 男   | 中華民國 | 2012     | 3年      | 虛擬城市     |      |

## 團隊榮譽

### 團隊部份
- 甲組聯賽總冠軍：1次（2012）
- 甲組聯賽總亞軍：1次（2013）

## 事蹟
電競聯賽，獲得SF甲組聯賽總冠軍。
- 2012年8月：吳軒毅選手參與2012年9月份樂透槍宣傳拍攝。

- 2011/05/24-北區甲組聯賽冠軍[2]。
- 2011/09/13-北區甲組聯賽冠軍[3]。
- 2011/10/25-北區甲組聯賽冠軍[4]。
- 2012/01/15-2012 eSPORTS Taiwan Open冬季總決賽-全國季軍[5]。
- 2012/03/21-北區甲組聯賽冠軍&亞軍[6]。
- 2012/04/04-北區甲組聯賽亞軍[7]。
- 2012/04/19-北區甲組聯賽季軍[8]。
- 2012/05/02-北區甲組聯賽亞軍[9]。
- 2012/05/16-北區甲組聯賽冠軍。
- 2012/05/30-北區甲組聯賽季軍[10]。
- 2012/07/14-NVIDIA 2012 SF夏季大賽軍團盃亞軍[11]。
- 2012/07/15-Point Blank自由之心第一屆網咖盟主盃-全國季軍[12]。
- 2012/07/22-2012 eSPORTS Taiwan Open夏季總決賽-全國冠軍[13]。
- 2012/08/08-2012 超級軍團擂台賽 冠軍[14]。
- 2012/08/15-2012 超級軍團擂台賽 冠軍 衛冕擂台主[15]。
- 2012/08/16-TESL特別報導-虛擬城市電競代表隊不為別的，只有奪冠！[16]。
- 2012/08/22-2012 超級軍團擂台賽 冠軍 衛冕擂台主[17]。
- 2012/08/29-2012 超級軍團擂台賽 冠軍 衛冕擂台主[18]。
- 2012/09/23-虛擬城市電競旗艦館開幕並設立選手練習室[19]。
- 2012/11/12-北區甲組聯賽冠軍[20]。
- 2012/11/16-華義蜘蛛爆報-專訪阿杜教練[21]。
- 2012/12/02-GX GAMING甲組聯賽第三輪月冠軍[22]。
- 2013/01/06-《GX GAMING甲組聯賽》季亞軍[23]。
- 2013/01/07-中國時報-專訪陳明煌隊經理[24]。
- 2013/01/07-中國時報-專訪杜弘宇教練[25]。
- 2013/02/28-虛擬城市Es龍-阿杜教練帶領小軒、泡麵、小豪、小B、蕃薯，退出虛擬城市陣容為下一賽季作準備!虛擬城市正式釋出以上選手!
- 2013/03/05-電競夢不只是夢！第五支SF戰隊「電競龍」正式成軍,恭喜前虛擬城市隊員們圓夢成功[26]。

### 特殊紀錄部份
- SF Online首名選於台灣OPEN總決賽創立1打5之紀錄：吳軒毅（2011）
- SF Online首支業餘隊伍成為電競史上首例業餘直上職業隊[26]

## 外部連結
- 虛擬城市電競館粉絲團
- 虛擬城市粉絲團
- 台灣電子競技聯盟官網（页面存档备份，存于）
- 杜弘宇 阿杜教練粉絲團[永久]
- 電競龍【e.Sports Dragon】粉絲團[永久]